# Franciszek Cezary
Franciszek Cezary (ur. 1583, zm. 28 sierpnia 1651 w Krakowie) – krakowski drukarz

## Życiorys
Pochodził z Wielkopolski ( Łobżenica lub okolice). Po przybyciu do Krakowa kupił prasę i materiały drukarskie od Jana Szarffenberga. W tym samym roku ożenił się z Barbarą Malicką, córką krakowskiego księgarza Stanisława Malickiego. W 1618 kupił drukarnię M. Loba. W 1617 otrzymał prawo miejskie. 16 lipca 1620 roku otrzymał od Zygmunta III  przywilej drukarski, który potwierdzali kolejni królowie: Władysław IV i Jan Kazimierz.
Jego sygnet drukarski to drzewo targane wichrem. Drukował głównie na potrzeby Akademii Krakowskiej. Wydał między innymi: przekład Piotra Kochanowskiego Gotfryd albo Jeruzalem Wyzwolona (1618,1651), Szymona Szymonowica Sielanki ( 1629, 1640, 1650), Hieronima Morsztyna Antypasty małżeńskie (1650), Pawła Piaseckiego Chronica gestorum in Europa singularium, herbarz Szymona Okolskiego Orbis Polonus. Ogółem w  okresie od 1616–1651 około 780 druków.
Początkowo jego drukarnia mieściła się przy ulicy Wendety (obecnie Mały Rynek), a po zakupie w 1623 roku kamienicy przy ulicy św. Anny 9 (nie istnieje) tam przeniósł drukarnię. Po jego śmierci drukarnię do śmierci w 1666 roku prowadziła żona Barbara. W latach 1652–1662 pomagał jej najstarszy syn Jan Paweł (ok. 1620–1662). Po śmierci Barbary drukarnia podupadła. Przejął ja w 1674 roku syn Jana Pawła Franciszek młodszy. 
Miał 3 synów: Jana Pawła, Franciszka Józefa i Stanisława (został kanonikiem) oraz córkę Annę. 